# Горња Трстеница
Горња Трстеница је насељено мјесто у општини Гвозд на Кордуну, Република Хрватска.

## Историја
У току Другог свјетског рата, у односу на друга села Горња Трстеница је најмање страдала у првим данима устанка 1941. Међутим, страдања овог села почела су децембарском усташком офанзивом. 27. децембра 1941. године, усташе упадају у село и убијају 18 невиних Срба — људи, жена и дјеце. Десетак дана касније, на православни Божић, 7. јануара 1942. године, дошле су јаче усташке јединице из Глине и Бучице. Тог дана поубијано је око 100 лица, које су нашли незаштићене у великој зими и снијегу. Највише је било закланих, спаљених, унакажених и неколико дјеце набијене на колац. Тако је од 159 жртава фашистичког терора само у та два дана убијено 118 мјештана. У ово време читаво село је потпуно опљачкано и запаљено. У току НОБ-а село је дало 160 бораца, од којих 9 носилаца „Партизанске споменице 1941.", а 46 је погинуло као припадници партизанског покрета. 159 лица је убијено у усташком терору, 37 је умрло од тифуса, а 4 су жртве рата. Један мјештанин је убијен од стране партизана под сумњом сарадње са непријатељем.
Побијени мјештани су били презимена: Арлов, Борота, Брујић, Цимеша, Дрпа, Јакшић, Јањанин, Милинковић, Мраовић, Нишић, Павловић, Радашиновић, Симић, Станојевић, Вуковић и Зимоња — сви Срби.
Горња Трстеница се од распада Југославије до августа 1995. године налазила у Републици Српској Крајини.

## Становништво
Према попису становништва из 2001. године Горња Трстеница има 102 становника. Многи становници српске националности напустили су село током операције Олуја 1995. године.
| Националност       | 1991.        |
| Срби               | 296 (98,99%) |
| Хрвати             | 1 (0,33%)    |
| Југословени        | 0            |
| остали и непознато | 2 (0,66%)    |
| Укупно             | 299          |

### Аустроугарскипопис 1910.
На попису 1910. године насеље Горња Трстеница је имало 682 становника, следећег националног састава:
- укупно: 682
- Срби — 673 (98,68%)
- Хрвати — 8 (1,17%)
- Немци — 1 (0,14%)